# Gran Premio de Argentina de Motociclismo de 1998
El Gran Premio de la República Argentina de 1998 fue la decimocuarta y última prueba del Campeonato del Mundo de Motociclismo de 1998. Tuvo lugar en el fin de semana del 23 al 25 de octubre de 1998 en el Autódromo Oscar y Juan Gálvez, situado en la ciudad de Buenos Aires, Argentina. La carrera de 500cc fue ganada por Mick Doohan, seguido de Tadayuki Okada y Alex Barros. Valentino Rossi ganó la prueba de 250cc, por delante de Loris Capirossi y Olivier Jacque. La carrera de 125cc fue ganada por Tomomi Manako, Marco Melandri fue segundo y Lucio Cecchinello tercero.

## Resultados 500cc
| Pos. | N.º | Piloto                   | Constructor | Vueltas | Tiempo    | Parrilla | Pts. |
| ---- | --- | ------------------------ | ----------- | ------- | --------- | -------- | ---- |
| 1    | 1   | Mick Doohan              | Honda       | 27      | 47:07.332 | 1        | 25   |
| 2    | 2   | Tadayuki Okada           | Honda       | 27      | +4.762    | 2        | 20   |
| 3    | 9   | Alex Barros              | Honda       | 27      | +5.590    | 8        | 16   |
| 4    | 5   | Norifumi Abe             | Yamaha      | 27      | +27.685   | 17       | 13   |
| 5    | 6   | Max Biaggi               | Honda       | 27      | +30.254   | 14       | 11   |
| 6    | 55  | Régis Laconi             | Yamaha      | 27      | +30.441   | 5        | 10   |
| 7    | 12  | Jean-Michel Bayle        | Yamaha      | 27      | +30.647   | 6        | 9    |
| 8    | 8   | Carlos Checa             | Honda       | 27      | +30.944   | 3        | 8    |
| 9    | 15  | Sete Gibernau            | Honda       | 27      | +32.808   | 4        | 7    |
| 10   | 19  | John Kocinski            | Honda       | 27      | +41.714   | 10       | 6    |
| 11   | 10  | Kenny Roberts Jr         | Modenas KR3 | 27      | +46.746   | 11       | 5    |
| 12   | 3   | Nobuatsu Aoki            | Suzuki      | 27      | +48.264   | 13       | 4    |
| 13   | 11  | Simon Crafar             | Yamaha      | 27      | +1:02.063 | 16       | 3    |
| 14   | 17  | Jurgen van den Goorbergh | Honda       | 27      | +1:03.255 | 15       | 2    |
| 15   | 28  | Ralf Waldmann            | Modenas KR3 | 27      | +1:06.271 | 12       | 1    |
| 16   | 22  | Sébastien Gimbert        | Honda       | 27      | +1:27.889 | 18       |      |
| 17   | 23  | Matt Wait                | Honda       | 27      | +1:27.960 | 20       |      |
| 18   | 14  | Juan Borja               | Honda       | 27      | +1:28.404 | 19       |      |
| 19   | 42  | Craig Connell            | Honda       | 26      | +1 Vuelta | 21       |      |
| 20   | 57  | Fabio Carpani            | Honda       | 26      | +1 Vuelta | 23       |      |
| 21   | 71  | Juan Pablo Gianini       | Honda       | 26      | +1 Vuelta | 24       |      |
| Ret  | 4   | Àlex Crivillé            | Honda       | 17      | Accidente | 7        |      |
| Ret  | 20  | Luca Cadalora            | MuZ Weber   | 13      |           | 9        |      |
| DNS  | 88  | Scott Smart              | Honda       |         |           | 22       |      |

- Pole Position: Mick Doohan, 1:44.193
- Vuelta Rápida: Tadayuki Okada, 1:44.122

## Resultados 250cc
| Pos. | N.º | Piloto              | Constructor | Vueltas | Tiempo    | Parrilla | Pts. |
| ---- | --- | ------------------- | ----------- | ------- | --------- | -------- | ---- |
| 1    | 46  | Valentino Rossi     | Aprilia     | 25      | 44:26.581 | 3        | 25   |
| 2    | 65  | Loris Capirossi     | Aprilia     | 25      | +5.360    | 1        | 20   |
| 3    | 19  | Olivier Jacque      | Honda       | 25      | +27.096   | 2        | 16   |
| 4    | 5   | Tohru Ukawa         | Honda       | 25      | +27.451   | 6        | 13   |
| 5    | 44  | Roberto Rolfo       | TSR-Honda   | 25      | +30.820   | 16       | 11   |
| 6    | 9   | Jeremy McWilliams   | TSR-Honda   | 25      | +41.816   | 9        | 10   |
| 7    | 12  | Noriyasu Numata     | Suzuki      | 25      | +42.555   | 8        | 9    |
| 8    | 16  | Johan Stigefelt     | Suzuki      | 25      | +42.708   | 11       | 8    |
| 9    | 21  | Franco Battaini     | Yamaha      | 25      | +43.148   | 7        | 7    |
| 10   | 37  | Luca Boscoscuro     | TSR-Honda   | 25      | +52.505   | 15       | 6    |
| 11   | 7   | Takeshi Tsujimura   | Yamaha      | 25      | +54.131   | 12       | 5    |
| 12   | 14  | Davide Bulega       | ERP-Honda   | 25      | +1:07.509 | 19       | 4    |
| 13   | 45  | Diego Giugovaz      | Aprilia     | 25      | +1:12.506 | 18       | 3    |
| 14   | 18  | Osamu Miyazaki      | Yamaha      | 25      | +1:35.028 | 17       | 2    |
| 15   | 82  | Woolsey Coulter     | Honda       | 25      | +1:37.371 | 21       | 1    |
| 16   | 22  | Matthieu Lagrive    | Honda       | 25      | +1:42.817 | 23       |      |
| 17   | 41  | Federico Gartner    | Aprilia     | 25      | +1:45.353 | 24       |      |
| 18   | 97  | Diego Ruaben        | Honda       | 24      | +1 Vuelta | 25       |      |
| 19   | 96  | Leandro Mulet       | Yamaha      | 24      | +1 Vuelta | 27       |      |
| 20   | 98  | Gabriel Borgmann    | Yamaha      | 24      | +1 Vuelta | 28       |      |
| Ret  | 31  | Tetsuya Harada      | Aprilia     | 24      | Accidente | 4        |      |
| Ret  | 6   | Haruchika Aoki      | Honda       | 23      |           | 13       |      |
| Ret  | 25  | Yasumasa Hatakeyama | Honda       | 19      | Accidente | 22       |      |
| Ret  | 8   | Luis d'Antin        | Yamaha      | 18      | Accidente | 20       |      |
| Ret  | 27  | Sebastián Porto     | Aprilia     | 12      |           | 5        |      |
| Ret  | 17  | José Luis Cardoso   | Yamaha      | 11      |           | 10       |      |
| Ret  | 4   | Stefano Perugini    | Honda       | 10      |           | 14       |      |
| Ret  | 95  | Matias Rios         | Yamaha      | 1       |           | 26       |      |

- Pole Position: Loris Capirossi, 1:45.568
- Vuelta Rápida: Valentino Rossi, 1:45.473

## Resultados 125cc
| Pos. | N.º | Piloto                 | Constructor | Vueltas | Tiempo    | Parrilla | Pts. |
| ---- | --- | ---------------------- | ----------- | ------- | --------- | -------- | ---- |
| 1    | 3   | Tomomi Manako          | Honda       | 23      | 42:43.976 | 8        | 25   |
| 2    | 13  | Marco Melandri         | Honda       | 23      | +0.566    | 2        | 20   |
| 3    | 10  | Lucio Cecchinello      | Honda       | 23      | +1.137    | 16       | 16   |
| 4    | 20  | Masao Azuma            | Honda       | 23      | +1.191    | 10       | 13   |
| 5    | 4   | Kazuto Sakata          | Aprilia     | 23      | +16.111   | 3        | 11   |
| 6    | 32  | Mirko Giansanti        | Honda       | 23      | +16.314   | 4        | 10   |
| 7    | 21  | Arnaud Vincent         | Aprilia     | 23      | +21.921   | 7        | 9    |
| 8    | 5   | Masaki Tokudome        | Aprilia     | 23      | +22.833   | 13       | 8    |
| 9    | 2   | Noboru Ueda            | Honda       | 23      | +23.597   | 11       | 7    |
| 10   | 8   | Gianluigi Scalvini     | Honda       | 23      | +23.922   | 15       | 6    |
| 11   | 26  | Ivan Goi               | Aprilia     | 23      | +23.958   | 14       | 5    |
| 12   | 23  | Gino Borsoi            | Aprilia     | 23      | +27.543   | 12       | 4    |
| 13   | 9   | Frédéric Petit         | Honda       | 23      | +27.720   | 6        | 3    |
| 14   | 62  | Yoshiaki Katoh         | Yamaha      | 23      | +27.822   | 22       | 2    |
| 15   | 41  | Youichi Ui             | Yamaha      | 23      | +42.461   | 5        | 1    |
| 16   | 17  | Enrique Maturana       | Yamaha      | 23      | +52.756   | 21       |      |
| 17   | 22  | Steve Jenkner          | Aprilia     | 23      | +54.889   | 20       |      |
| 18   | 39  | Jaroslav Huleš         | Honda       | 23      | +55.022   | 19       |      |
| 19   | 94  | Cristiano Irias-Vieira | Honda       | 22      | +1 Vuelta | 26       |      |
| 20   | 97  | Silvio Zequim          | Honda       | 22      | +1 Vuelta | 27       |      |
| Ret  | 15  | Roberto Locatelli      | Honda       | 10      | Accidente | 1        |      |
| Ret  | 16  | Christian Manna        | Yamaha      | 7       |           | 24       |      |
| Ret  | 65  | Andrea Iommi           | Honda       | 6       | Accidente | 18       |      |
| Ret  | 29  | Ángel Nieto Jr         | Aprilia     | 5       | Accidente | 23       |      |
| Ret  | 14  | Federico Cerroni       | Aprilia     | 5       |           | 25       |      |
| Ret  | 59  | Jerónimo Vidal         | Aprilia     | 2       |           | 17       |      |
| DNS  | 7   | Emilio Alzamora        | Aprilia     |         |           | 9        |      |
| DNQ  | 95  | Cesar Barros           | Honda       |         |           |          |      |

- Pole Position: Roberto Locatelli, 1:50.550
- Vuelta Rápida: Masao Azuma, 1:49.917